# مرگ‌ها در آوریل ۲۰۲۰
مرگ‌ها در آوریل ۲۰۲۰ آنچه در پی می‌آید فهرست افراد سرشناسی است که در آوریل ۲۰۲۰ درگذشته‌اند.
- در هر عنوان به‌ترتیب نام شخص، سن، دلیل سرشناسی، ملیت، علت مرگ، و منبع آمده‌است.

## آوریل
مرگ‌ها در آوریل ۲۰۲۰ آنچه در پی می‌آید فهرست افراد سرشناسی است که در آوریل ۲۰۲۰ درگذشته‌اند.

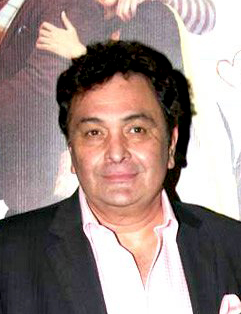
ریشی کاپور

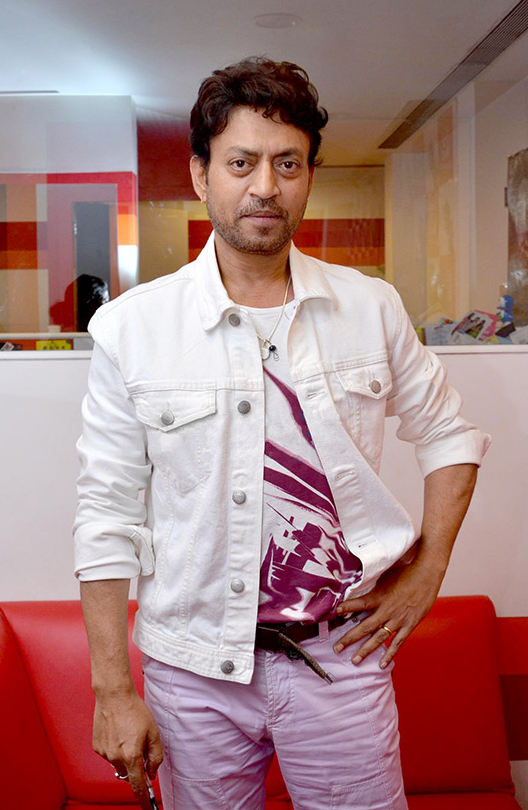
عرفان خان

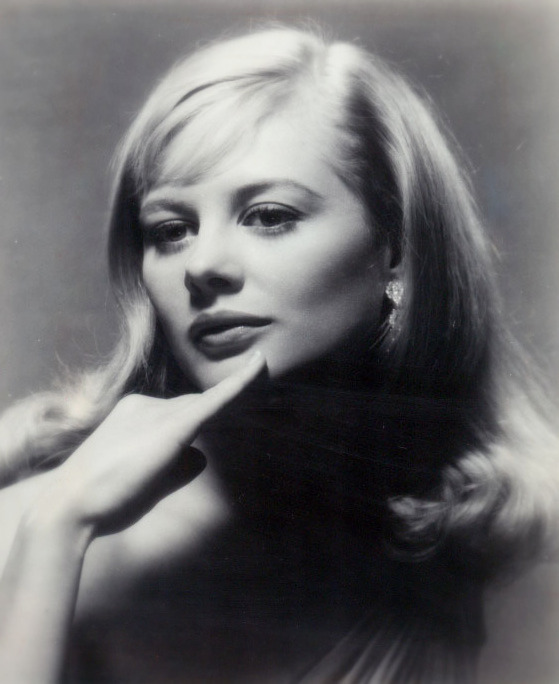
شرلی نایت

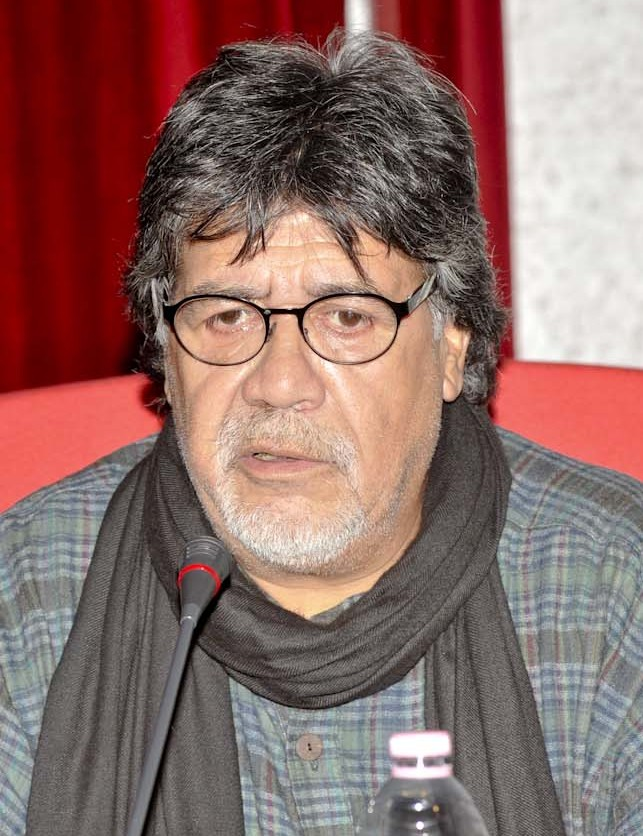
لوئیس سپولودا

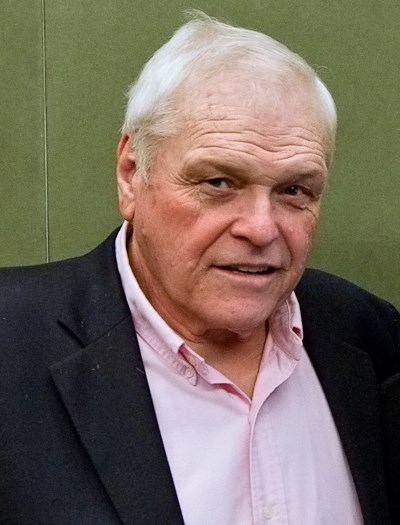
برایان دنهی

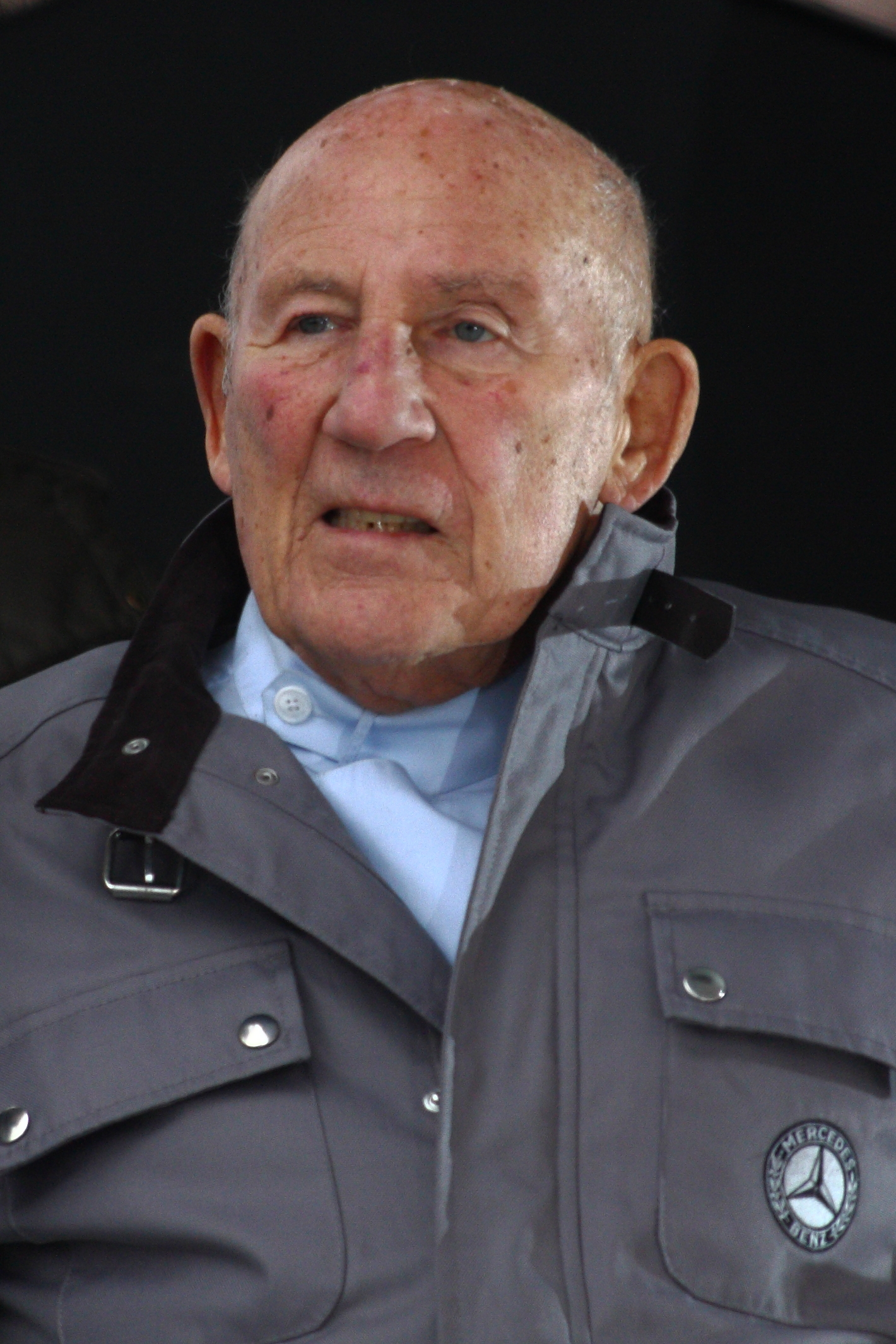
استیرلینگ ماس

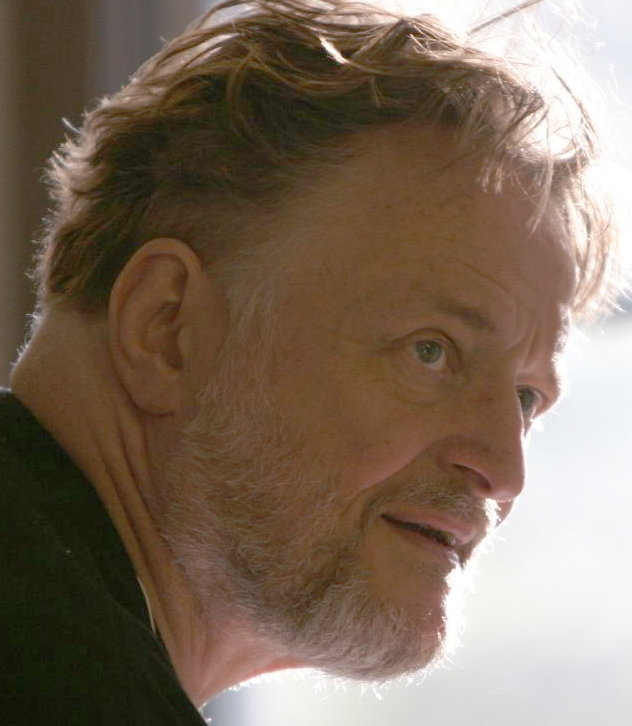
جان هورتون کانوی

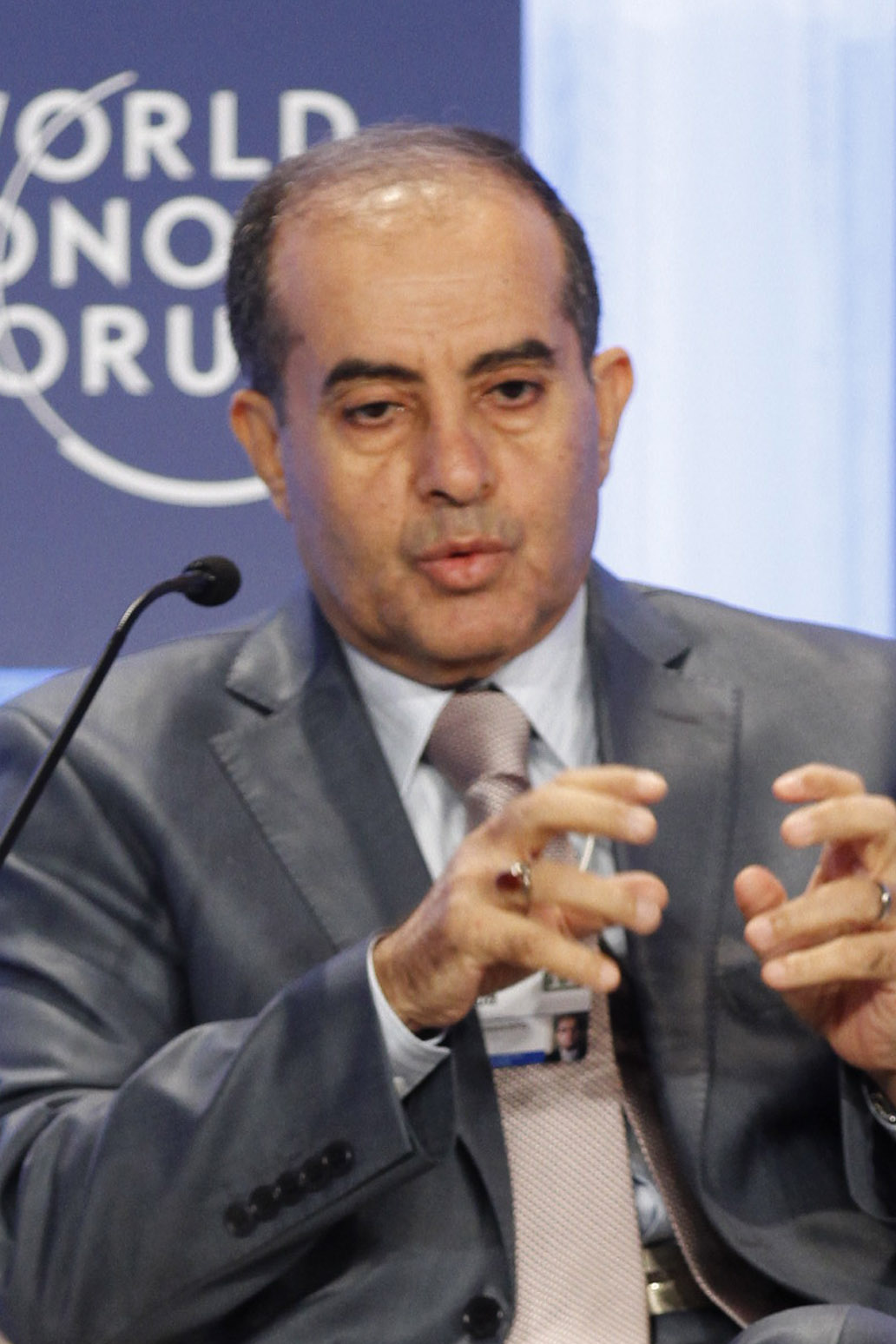
محمود جبرئیل

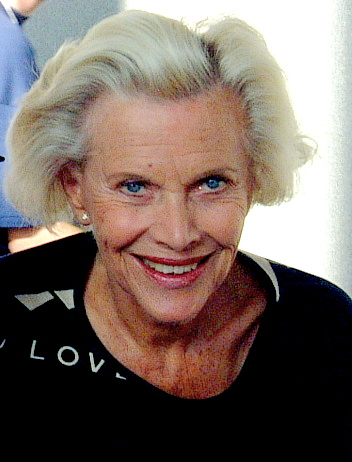
اونور بلکمن

### ۱
- باکی پیزارلی، ۹۴، گیتاریست اهل ایالات متحده آمریکا بر اثر بیماری کروناویروس ۲۰۱۹.[۱]
- آدام شلسینگر، ۵۲، موسیقی‌دان اهل ایالات متحده آمریکا بر اثر بیماری کروناویروس ۲۰۱۹.[۲]
- الیس مارسالیس جونیور، ۸۵، نوازنده پیانو جاز اهل ایالات متحده آمریکا بر اثر بیماری کروناویروس ۲۰۱۹.[۳]
- نور حسن حسین، ۸۲، سیاستمدار اهل سومالی، نخست‌وزیر (۲۰۰۷–۲۰۰۹) بر اثر بیماری کروناویروس ۲۰۱۹.[۴]

### ۲
- گرگوریو بنیتو، ۷۳، بازیکن فوتبال اهل اسپانیا بر اثر بیماری کروناویروس ۲۰۱۹.[۵]
- آرنولد سوینسکی، ۸۹، بازیکن فوتبال اهل فرانسه بر اثر بیماری کروناویروس ۲۰۱۹.[۶]
- ویلیام فرانکلند، ۱۰۸، متخصص آلرژی و ایمنی‌شناس اهل بریتانیا بر اثر بیماری کروناویروس ۲۰۱۹.[۷]
- اسکار فیشر، ۹۷، سیاست‌مدار و دیپلمات اهل آلمان.[۸]

### ۳
- هلن بولیک، ۲۸، خواننده اهل ترکیه بر اثر خودکشی از طریق روزه گرفتن.[۹]
- اریک وردونک، ۶۰، قایقران روئینگ اهل نیوزیلند بر اثر سرطان.[۱۰]

### ۴
- لوئیس ادوآردو آئوته، ۷۶، موسیقی‌دان، خواننده، آهنگساز و کارگردان اهل اسپانیا.[۱۱]
- هاکوب ترزان، ۹۲، ستاره‌شناس فرانسوی ارمنی‌تبار.[۱۲]
- رافائل لئوناردو کایخاس، ۷۶، سیاستمدار اهل هندوراس، رئیس‌جمهور (۱۹۹۰–۱۹۹۴) بر اثر ایست قلبی.[۱۳]
- فونیکه سی، ۳۳، بازیکن فوتبال اهل مالی بر اثر تصادف رانندگی.[۱۴]

### ۵
- مارگارت باربیدج، ۱۰۰، اخترشناس و اخترفیزیکشناس اهل بریتانیا.[۱۵]
- اونور بلکمن، ۹۴، هنرپیشه اهل بریتانیا.[۱۶]
- محمود جبرئیل، ۶۷، سیاستمدار اهل لیبی، نخست‌وزیر (۲۰۱۱) بر اثر بیماری کروناویروس ۲۰۱۹.[۱۷]
- شرلی داگلاس، ۸۶، هنرپیشه و فعال حقوق مدنی اهل کانادا بر اثر سینه‌پهلو.[۱۸]

### ۶
- رادومیر آنتیچ، ۷۱، بازیکن فوتبال و سرمربی اهل صربستان بر اثر پانکراتیت.[۱۹]
- جیمز دروری، ۸۵، هنرپیشه اهل ایالات متحده آمریکا.[۲۰]

### ۷
- فریبرز اسماعیلی، ۷۹، بازیکن فوتبال اهل ایران.[۲۱]
- جان پراین، ۷۳، خواننده-ترانه‌پرداز اهل ایالات متحده آمریکا بر اثر بیماری کروناویروس ۲۰۱۹.[۲۲]
- جودت قزوینی، ۶۷، شاعر، نویسنده و پژوهشگر اهل عراق.[۲۳]
- آلن گارفیلد، ۸۰، هنرپیشه اهل ایالات متحده آمریکا بر اثر بیماری کروناویروس ۲۰۱۹.[۲۴]

### ۸
- نورمن پلاتنیک، ۶۸، عنکبوت شناس اهل ایالات متحده آمریکا.[۲۵]
- فرانچسکو لا روسا، ۹۳، بازیکن فوتبال اهل ایتالیا بر اثر بیماری کروناویروس ۲۰۱۹.[۲۶]
- والریو موراوشی، ۷۰، سیاستمدار اهل مولداوی، نخست‌وزیر (۱۹۹۱–۱۹۹۲).[۲۷]

### ۹
- مورت دراکر، ۹۱، کاریکاتوریست و هنرمند کمیک اهل ایالات متحده آمریکا.[۲۸]

### ۱۰
- نابوهیکو اوبایاشی، ۸۲، کارگردان، فیلم‌نامه‌نویس، و ویراستار اهل ژاپن بر اثر سرطان ریه.[۲۹]

### ۱۱
- آماندا بگز، ۴۰، وبلاگنویس اهل ایالات متحده آمریکا.[۳۰]
- جان هورتون کانوی، ۸۲، ریاضی‌دان اهل انگلستان بر اثر بیماری کروناویروس ۲۰۱۹.[۳۱]
- ادیم کوجو، ۸۱، سیاستمدار اهل توگو، نخست‌وزیر (۱۹۹۴–۱۹۹۶، ۲۰۰۵–۲۰۰۶).[۳۲]

### ۱۲
- فاروق ابوعیسی، ۸۶، سیاستمدار اهل سودان، وزیر امور خارجه (۱۹۶۹–۱۹۷۱).[۳۳]
- الیاهو بخشی دورون، ۷۸، ربیِ اهل اسرائیل بر اثر بیماری کروناویروس ۲۰۱۹.[۳۴]
- پیتر بونتی، ۷۸، بازیکن فوتبال اهل انگلستان.[۳۵]
- چونگ وون-شیک، ۹۱، سیاستمدار اهل کره جنوبی، نخست‌وزیر (۱۹۹۱–۱۹۹۲) بر اثر بیماری کلیوی.[۳۶]
- استیرلینگ ماس، ۹۰، رانندهٔ فرمول یک اهل بریتانیا.[۳۷]

### ۱۳
- پاتریسیا میلارده، ۶۳، هنرپیشه اهل فرانسه بر اثر سکته قلبی.[۳۸]

### ۱۵
- آلن داویو، ۷۷، فیلم‌بردار اهل ایالات متحده آمریکا بر اثر بیماری کروناویروس ۲۰۱۹.[۳۹]
- برایان دنهی، ۸۱، هنرپیشه اهل ایالات متحده آمریکا بر اثر ایست قلبی ناشی از سپتیسمی.[۴۰]
- برنار دوکونینک، ۸۳، دوچرخه‌سوار پیست اهل فرانسه.[۴۱]
- سیامک شایقی، ۶۵، کارگردان، تهیه‌کننده و فیلم‌نامه‌نویس اهل ایران بر اثر سرطان.[۴۲]
- جان تی هاتن، ۸۸، فیزیک‌دان اتمسفر اهل ولز بر اثر بیماری کروناویروس ۲۰۱۹.[۴۳]

### ۱۶
- جین دایچ، ۹۵، تصویرساز، پویانما، کارگردان و طراح کمیک اهل ایالات متحده آمریکا.[۴۴]
- لوئیس سپولودا، ۷۰، نویسنده و روزنامه‌نگار اهل شیلی بر اثر بیماری کروناویروس ۲۰۱۹.[۴۵]
- هاوارد فینکل، ۶۹، کشتی‌گیر حرفه‌ای اهل ایالات متحده آمریکا.[۴۶]

### ۱۷
- سرجو فانتونی، ۸۹، هنرپیشه اهل ایتالیا.[۴۷]
- نورمن هانتر، ۷۶، بازیکن فوتبال و سرمربی اهل انگلستان بر اثر بیماری کروناویروس ۲۰۱۹.[۴۸]

### ۱۸
- لوسین اسپیرو، ۷۸، ریاضی‌دان اهل فرانسه بر اثر نارسایی قلبی.[۴۹]

### ۱۹
- مارات آلکسانیان، ۷۰، سیاست‌مدار اهل ارمنستان.[۵۰]
- ایندیو، ۸۹، بازیکن فوتبال اهل برزیل.[۵۱]
- ادمون باراف، ۷۷، بازیکن فوتبال و سرمربی اهل فرانسه.[۵۲]
- سسیل بودکر، ۹۳، نویسنده اهل دانمارک.[۵۳]
- پیتر بیرد، ۸۲، عکاس، هنرمند، روزنامه‌نگار و نویسنده اهل ایالات متحده آمریکا.[۵۴](جسدش در این تاریخ پیدا شد)
- جان ای گوردون، ۷۳، سیاست‌مدار اهل ایالات متحده آمریکا.[۵۵]
- فیلیپ نائون، ۸۱، هنرپیشه اهل فرانسه بر اثر بیماری کروناویروس ۲۰۱۹.[۵۶]

### ۲۰
- تام لستر، ۸۱، هنرپیشه اهل ایالات متحده آمریکا بر اثر عوارض ناشی از بیماری پارکینسون.[۵۷]

### ۲۱
- عبدالرحیم الکیب، ۷۰، سیاستمدار اهل لیبی، نخست‌وزیر (۲۰۱۱–۲۰۱۲) بر اثر سکته قلبی.[۵۸]
- دیو بیکوزی، ۷۹، بازیکن فوتبال و سرمربی اهل انگلستان بر اثر بیماری کروناویروس ۲۰۱۹.[۵۹]
- دیمیتری دیاتچنکو، ۵۲، هنرپیشه اهل ایالات متحده آمریکا.[۶۰]
- لایسنیا کواراسه، ۷۹، سیاستمدار اهل فیجی، نخست‌وزیر (۲۰۰۰–۲۰۰۱، ۲۰۰۱–۲۰۰۶).[۶۱]
- ارنست کورانت، ۱۰۰، فیزیک‌دان اهل ایالات متحده آمریکا.[۶۲]

### ۲۲
- منصور خالد، ۸۹، سیاستمدار اهل سودان، وزیر امور خارجه (۱۹۷۱–۱۹۷۵، ۱۹۷۷).[۶۳]
- هارتویگ گودر، ۶۵، دونده دو پیاده‌روی سرعت اهل آلمان بر اثر سکته قلبی و نارسایی کلیه.[۶۴]
- شرلی نایت، ۸۳، هنرپیشه اهل ایالات متحده آمریکا.[۶۵]

### ۲۳
- جیمز مونتگومری بگز، ۹۴، بازرگان اهل ایالات متحده آمریکا.[۶۶]
- نوربرت بلوم، ۸۴، سیاستمدار اهل آلمان.[۶۷]

### ۲۴
- ابراهیم امینی، ۹۴، سیاستمدار اهل ایران.[۶۸]
- برتون رز، ۷۷، نفرولوژیست اهل ایالات متحده آمریکا بر اثر بیماری کروناویروس ۲۰۱۹.[۶۹]

### ۲۵
- هنری کیچکا، ۹۴، بازمانده هولوکاست اهل بلژیک بر اثر بیماری کروناویروس ۲۰۱۹.[۷۰]

### ۲۶
- ابوالفضل صلبی، ۹۵، بازیکن بسکتبال اهل ایران.[۷۱]

### ۲۷
- دراگوتین زلنوویچ، ۹۱، سیاستمدار اهل صربستان، نخست‌وزیر (۱۹۹۱).[۷۲]
- روبر هربین، ۸۱، بازیکن فوتبال و سرمربی اهل فرانسه.[۷۳]

### ۲۸
- مایکل رابینسون، ۶۱، بازیکن فوتبال اهل جمهوری ایرلند بر اثر ملانوما.[۷۴]
- لوئی کاردیه، ۷۷، بازیکن فوتبال و سرمربی اهل فرانسه.[۷۵]
- رابرت می، بارون می اکسفورد، ۸۴، دانشمند اهل استرالیا.[۷۶]

### ۲۹
- جرمانو چلانت، ۷۹، نویسنده، منتقد هنری و نمایشگاه‌گردان اهل ایتالیا بر اثر بیماری کروناویروس ۲۰۱۹.[۷۷]
- ترور چری، ۷۲، بازیکن فوتبال اهل بریتانیا.[۷۸]
- یانیس لوسیس، ۸۰، پرتاب‌گر نیزه اهل لتونی بر اثر سرطان.[۷۹]
- عرفان خان، ۵۳، بازیگر اهل هند بر اثر عفونت روده بزرگ.[۸۰]

### ۳۰
- اسکار چاوز، ۸۵، خواننده اهل مکزیک بر اثر بیماری کروناویروس ۲۰۱۹.[۸۱]
- ریشی کاپور، ۶۷، بازیگر اهل هند.[۸۲]
- چونی گوسوامی، ۸۲، بازیکن فوتبال و بازیکن کریکت اهل هند.[۸۳]